# Anton Cornelius Hübbe

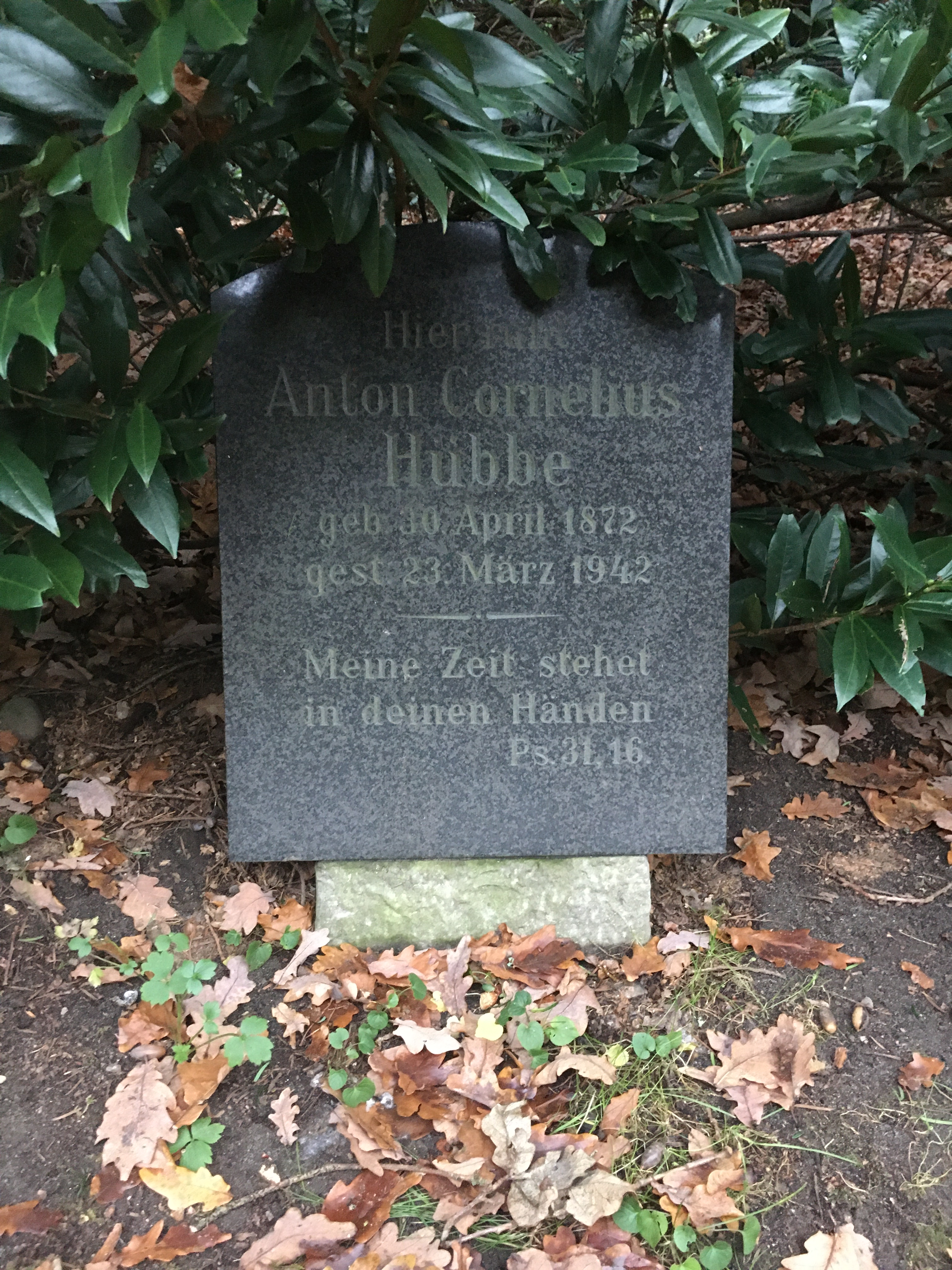
Grabstätte Anton Cornelius Hübbe auf dem Friedhof Ohlsdorf

Anton Cornelius Hübbe (* 30. April 1872 in Hamburg; † 23. März 1942 ebenda) war ein deutscher Bankier und von 1927 bis 1931 Präses der Handelskammer Hamburg.

## Familie und Beruf
Anton Hübbe wurde als 17. Kind des Hamburger Wasserbaudirektors und Schiffsregistrators Hugo Hübbe (1813–1896) geboren.
Er besuchte zunächst die Hamburger Privatschule von Theodor August Bieber (1839–1912), bevor er 1888 eine kaufmännische Lehre begann. 1892 verließ er Deutschland und siedelte nach Mexiko über, wo er im Bankhaus Scherer & Cie eine Anstellung fand. Am 18. November 1899 heiratete er hier Ana de Chapeaurouge (1880–1946) aus dem mexikanischen Zweig der alteingesessenen Genfer und späteren Hamburger Senatoren-Familie Chapeaurouge, Enkelin von Frédéric de Chapeaurouge. 1903 wurde Lübbe Teilhaber des Bankhauses Scherer & Cie und als solcher später auch Königlich-Norwegischer Konsul in Mexiko.
1910 schied er als Teilhaber aus, kehrte nach Deutschland zurück fungierte ab dem 1. Januar 1911 als Vorstandsmitglied der Deutsch-Südamerikanischen Bank in Berlin und Direktor ihrer Hamburger Niederlassung. In dieser Funktion beriet er die erst 1906 gegründete Bank bei Filialgründungen in Lateinamerika. Bereits im November 1911 wurde Hübbe zeitgleich Direktor im Mutterkonzern der Deutsch-Südamerikanischen Bank, der Dresdner Bank und Leiter von deren Hamburger Filiale. 1911 und 1912 wirkte er daneben ehrenamtlich als Handelsrichter. 1931 rückte Hübbe schließlich in den Vorstand der Dresdner Bank auf, während ihm sein Sohn Hermann Victor Hugo Hübbe in das Amt des Vorstandsvorsitzenden der Deutsch-Südamerikanischen Bank folgte. Er gehörte in diesen Jahren den Aufsichtsräten folgender Unternehmen an: Hamburger Bank von 1923 AG, HAPAG, Vereinigte Jutespinnereien und Webereien AG (Vorsitzender), Deutsche Maizena-Werke AG (stellvertretender Vorsitzender), Deutsche Werft AG (stellvertretender Vorsitzender), Assecuranz-Union von 1865, Woermann-Linie AG, Deutsche Ost-Afrika Linie AG, Kühltransit AG (Leipzig-Hamburg) und der Hamburger Hochbahn AG. Zudem war er Mitglied des Kuratoriums der Neuen Sparkasse von 1864.
1942 beendete er seine Vorstandstätigkeit bei der Dresdner Bank und starb ein Jahr später mit 69 Jahren. Er hinterließ seine Frau und seine fünf Kinder: Hermann Victor Hugo (1901–1972), Ana Elisabeth (1903–1975), Ehefrau von Hermann Reusch, Helena Maria (* 1905), Nora Margaretha (1910–1970) und Victoria Barbara (* 1916). Hübbe wurde in der Familiengrabstätte auf dem Friedhof Ohlsdorf im Planquadrat Y 10 beigesetzt.

## Ehrenamt
Am 17. Mai 1919 wurde Hübbe erstmals in die Handelskammer Hamburg gewählt und gehörte 1919/1920 zunächst der Hamburger Deputation für indirekte Steuern und Abgaben an. Von 1921 bis 1934 stand er der Geschäftsstelle der Deutschen Handelskammern in den lateinamerikanischen Ländern (GELATEINO) vor. 1926 wurde Hübbe zum Vizepräses der Handelskammer gewählt und Mitglied der Kommission für die Prüfung wegen Versagung der Zulassung zur Börse. Vom 3. Januar 1927 bis zum 2. Januar 1931 bekleidete er das Amt des Präses der Handelskammer und gehört von 1927 bis 1930 der Hamburger Deputation für Handel, Schifffahrt und Gewerbe an. Nach seinem Präsidiat übernahm er 1931 den Vorsitz der Bankabteilung. Er führte zudem den Vorsitz der Abteilung für gerichtliche Vergleichssachen sowie in der der Kammer angeschlossenen Zulassungs- und Prüfungsstelle für öffentlich bestellte Wirtschaftsprüfer.
Ab 1937 wurde er nochmals für 2 Jahre zum Vizepräses gewählt.
Neben seinen Ämtern in der Handelskammer Hamburg wirkte er als Vorsitzender des Vorstands der Hanseatischen Wertpapierbörse, Vorsitzender des Vereins der Mitglieder der Wertpapierbörse und der Zulassungsstelle für Wertpapiere, sowie stellvertretender Vorsitzender des Vorstands der Allgemeinen Börse. Dem Ehrengericht der Hamburger Börse gehörte er ebenfalls an.
Von 1921 bis 1933 war er Vorsitzender des 1916 gegründeten Lateinamerika Vereins in Hamburg.
Anton Lübbe galt im aufkommenden Nationalsozialismus als einer der letzten liberal-konservativen Kaufleute in der organisierten Wirtschaft Hamburgs, dem Antisemitismus fremd war und der versuchte, sich einem ideologisch-politischen Gestaltungsanspruch der Regierung entgegenzustellen. Als enger Freund von Max Warburg finanzierte er noch 1931 eine Schrift (Haltet das Tor offen) mit, in der demokratische Politiker in Hamburg vor Hitler warnten.